# Sergio Badiola Broberg
Sergio Osvaldo Badiola Broberg (25 de agosto de 1930-Santiago, 9 de marzo de 2021) fue un militar chileno con rango de general del Ejército de Chile, que se desempeñó como ministro secretario general de Gobierno e intendente de la región Metropolitana de Santiago de su país, durante la dictadura militar del general Augusto Pinochet.

## Familia y estudios
Nació el 25 de agosto de 1930, hijo de Humberto Badiola y Blanca Broberg de Badiola. Realizó un curso en la Escuela de las Américas, Estados Unidos en julio de 1960.
Se casó con María Gabriela Rodríguez Arriagada, hija de Luis Armando Rodríguez Bocaz y María Rita Guillermina Arriagada, con quien tuvo dos hijas: María Gabriela y María Ximena. Esta última, de profesión periodista, se casó con Roberto Javier Souper Vega, quien fuera hijo de Celia Vega Torres y del coronel de Ejército Roberto Souper Onfray, protagonista del intento de golpe de Estado conocido como Tanquetazo el 29 de junio de 1973.

## Carrera militar
Perteneciente al arma de telecomunicaciones del Ejército, sirvió en el Destacamento Andino n° 4 "La Concepción" de Lautaro; en la Escuela de Telecomunicaciones; en la Escuela Militar; y en la comandancia en jefe del Ejército. En 1971, con el rango de teniente coronel y bajo el gobierno del presidente socialista Salvador Allende, fue designado por éste como edecán militar.

### Golpe de Estado y dictadura militar de Pinochet
Durante el golpe de Estado del 11 de septiembre de 1973 contra el presidente Allende, liderado por el general Augusto Pinochet, le correspondió, en su rol de edecán militar, actuar de enlace entre dicho mandatario y los comandantes en jefe de las Fuerzas Armadas. Al día siguiente de las acciones militares, el 12 de septiembre, asumió como ayudante del general Ernesto Baeza Michelsen en la Dirección General de la Policía de Investigaciones (PDI), organismo intervenido por el bando golpista.
Luego, en 1974, fue designado comandante del Regimiento de Telecomunicaciones n° 1 "El Loa" y jefe del Estado Mayor Administrativo de la Intendencia de Antofagasta. Seguidamente, en 1976, fue nombrado director del Personal del Ejército y, más adelante, director nacional de la División de Organizaciones Civiles del Ministerio Secretaría General de Gobierno (Segegob), reemplazando al abogado Ambrosio Rodríguez.
A continuación, entre enero y marzo de 1977, se desempeñó como director de la División Nacional de Comunicación Social (Dinacos), organismo de la Junta Militar de Gobierno encargado de censurar toda información que no tuviera carácter oficial. El 14 de diciembre de 1979, fue nombrado por Pinochet como titular de la Segegob, cargo que ocupó hasta el 20 de octubre de 1980. También, fungió como director de Reclutamiento y Movilización de las Fuerzas Armadas, y en diciembre de ese último año, fue destinado en misión diplomática como agregado militar de Chile en España.
Más tarde, fue nombrado director general de la Dirección General de Deportes y Recreación (Digeder), y en 1986, intendente de la región Metropolitana de Santiago, función que ejerció hasta noviembre de 1988.

### Muerte
Falleció en Santiago de Chile el 9 de marzo de 2021, a los 90 años. Sus funerales se realizaron el mismo día en el cementerio Parque del Recuerdo tras una misa en la iglesia San Juan Apóstol, ubicada en la comuna de Vitacura.

### Condecoraciones extranjeras
- Gran Cruz de la Orden de la Cruz del Sur ( Brasil, 1980).